# Соломбальский район
Соломбальский район — упразднённый район города Архангельска.
Считался одним из крупнейших районов города, который включал в себя два субъекта — непосредственно «Соломбалу» и «Жилой район первых пятилеток», считавшийся тогда производственным посёлком городского типа.
В 1924 году Соломбальская волость вошла в состав Подгородней волости, а Маймаксанские лесопильные заводы вошли в состав Архангельского городского Совета. 28 декабря 1930 года был образован Маймаксанский район.
В 1932 году Указом Президиума ВЦСПС СССР Соломбала была включена в состав Соломбальского района Архангельского горсовета.
В 1955 году Маймаксанский район был упразднён, а его территория отошла к Соломбальскому району.
В 1992 году после упразднения Соломбальского района были образованы Маймаксанский округ (при этом посёлки 14 и 21 лесозаводов Южной Маймаксы вошли в состав Соломбальского округа), Северный округ, Соломбальский округ.
Ранее существовала Соломбальская волость Архангельской губернии.